# Max Engammare
 (avril 2018).
Si vous disposez d'ouvrages ou d'articles de référence ou si vous connaissez des sites web de qualité traitant du thème abordé ici, merci de compléter l'article en donnant les références utiles à sa vérifiabilité et en les liant à la section « Notes et références ».
Max Engammare, né le 26 février 1953 à Paris, est un historien et théologien suisse.

## Biographie
Docteur en théologie et historien de la Réforme, il obtient une licence en psycho-pédagogie de l'Université de Genève en 1983, une licence en théologie de l'Université de Lausanne en 1987 et un doctorat en théologie de l'Université de Genève en 1992. Chercheur associé FNRS à l'Institut d'histoire de la Réformation de l'Université de Genève, il y poursuit l'édition des sermons de Jean Calvin sur le Livre d'Ésaïe.
En 2002, il est élu Président de la Fédération internationale des sociétés instituts pour l'étude de la Renaissance (FISIER) jusqu'en 2008. Il est également membre associé depuis cette dernière année de l'Académie royale de Belgique – Classe des Lettres et des Sciences morales et politiques.
Il est directeur de la librairie Droz depuis 1995 et devient administrateur délégué depuis 2002.
En octobre 2016, Max Engammare est récompensé du prix mondial Nessim Habif par l'Université de Genève pour ses travaux au sein de la librairie Droz.

## Publications partielles
- « Qu'il me baise des baisiers de sa bouche » : Le Cantique des cantiques à la Renaissance (Travaux d'Humanisme et Renaissance 277), Genève, Droz, 1993, X-792 p.  (ISBN 978-2-600-03188-2)
- Sermons sur la Genèse, chapitres 1 à 20,4 (Supplementa Calviniana XI/1-2), Neukirchener Verlag, 2000  (ISBN 978-3-7887-1683-7 et 978-3-7887-1684-4)
- L'Ordre du temps : L'Invention de la ponctualité au XVIe siècle (Les Seuils de la Modernité 8), Genève, Droz, 2004, 264 p.  (ISBN 978-2-600-00914-0)
- On Time, Punctuality, and Discipline in Early Modern Calvinism, traduit par Karin Maag, Cambridge University Press, 2009, 286 p.  (ISBN 978-0-521-76997-6)
- Soixante-trois. La peur de la grande année climactérique à la Renaissance (Titre courant ; 53). Genève, Droz, 2013, XIII-246 p.  (ISBN 978-2-600-00553-1)